# Slow art

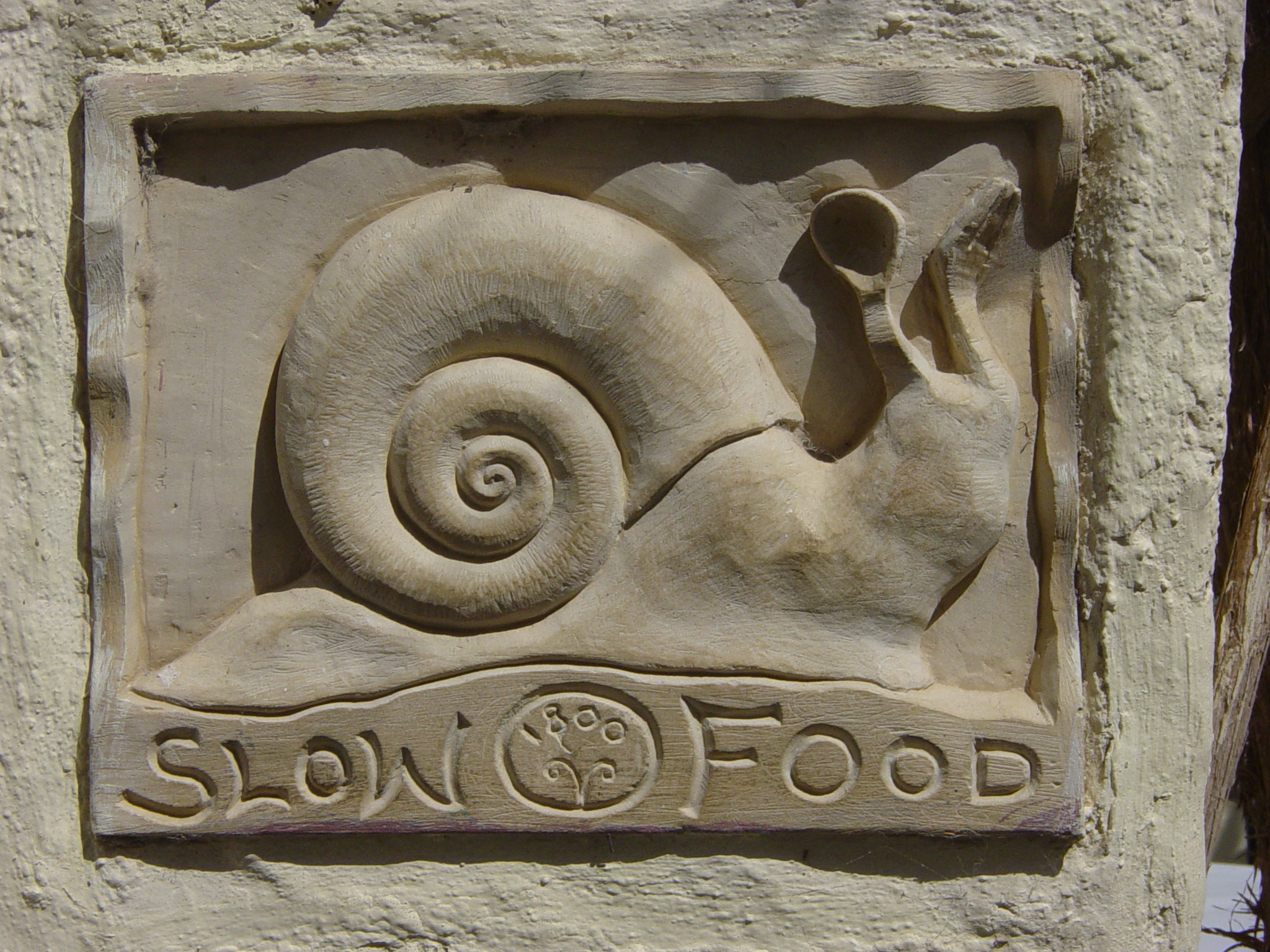
Slow food, movimiento ecologista..

El concepto de slow art («arte lento»)  fue lanzado a principios de la década de 1990 por artistas ecologistas franceses, siguiendo el movimiento slow food, para oponerse a la explosión de un mercado de arte consumista y especulativo y reivindicar valores estéticos ecológicos como el reciclaje y la artesanía.

## Antecedentes
Desde hace veinticinco años se utiliza el término Slow Art para reivindicar estos mismos valores, pero también, de forma más rotunda:
- la elección de una práctica artística inscrita en las reglas clásicas de la historia del arte
- una creación que «el proceso creativo del producto terminado»
- o incluso la necesidad de dedicarse a mirar el arte, con la creación de Slow Art Day, ya que avril 2009Abril 2009 , seguido de muchos museos internacionales.

## Historia
El concepto de slow art se expone por primera vez en el libro y en la exposición colectiva Pro-creation ? celebrado en la Kunsthalle de Friburgo (Suiza) en 1993,  donde los artistas cuestionaron la responsabilidad del artista-productor y condenaron la necesidad de que los artistas indujeran el mercado para existir en la era de la emergencia ecológica . A continuación, pretenden frenar la máquina económica devastadora del arte, para producir Slow cuestionando el lugar de la productividad artística frente a los excesos humanos que saturan una superficie terrestre cada vez más limitada.

## Ideas[5]
- Fomentar el arte que respete la ética ambiental «Si hacemos algo a pesar de todo -el respeto por la ecología implicaría que no fabricamos nada-, debe hacerse "lentamente" y muy bien»
- Oponerse a efectos depreciadores del Mercado del Arte que conduce a una sobreproducción normalizada que no se preocupa por los valores de la creatividad individual.
- Defiende la diversidad y la práctica de las técnicas artesanales «Salimos de las técnicas casi olvidadas de los cajones, porque la biodiversidad del conocimiento menguante, debemos aprenderlas, como los libros en Fahrenheit 451 . Estos trabajos requieren realizaciones complejas, es slow art donde la técnica se lleva al máximo»
- Fomentar una filosofía del desarrollo del proceso creativo, «la inspiración artística no puede limitarse a los estándares impuestos y requiere que el ocio se desarrolle según su ritmo natural. »[6]
- Fomentar la observación esmerada del arte mediante programas de divulgación para adultos y niños «Slow Art Day es un evento global de voluntariado con una misión sencilla: ayudar a más personas a descubrir por sí mismas la alegría de amar y ver arte».